# Grički top
Grički top jedna je od zagrebačkih znamenitosti. Top svakoga dana pucnjem označava podne, a prvi put se takav način označavanja podneva dogodio 1. siječnja 1877. godine na inicijativu gradskog vijećnika Đure Deželića. 
Grički top je brdski top, tipa Howitzer M116, kalibra 76mm, a domet mu je 7 929 metara. Jačina zvuka pucnja je 140 dB. Prvotno je top bio smješten u zgradi Hidrometeorološkog zavoda. Danas se nalazi u kuli Lotrščak na Griču. Top je mirovao čitavo vrijeme Prvog svjetskog rata, te sve do 1928. godine. Današnji top peti je po redu i dobiven je od JNA za Univerzijadu 1987. godine, a proizveden je 1943. godine u Sjedinjenim Američkim Državama.
Dana 28. ožujka 2020. godine Grički top prvi je put poslije Prvoga svjetskoga rata prestao obavljati svoju funkciju zbog posljedica potresa koji je pogodio Zagreb.
Dana 11. svibnja 2020. godine Grički top ponovno je počeo pucati u podne.
Dana 28. prosinca 2020. godine top je zapucao dvadesetak minuta prije petrinjskoga potresa, te od toga dana nije pucao sve do 14. veljače 2022. godine kada je Grički top nakon više od godinu dana ponovno počeo pucnjem označavati podne.